# Matthieu Androdias
Matthieu Androdias, né le 11 juin 1990 à La Rochelle, est un rameur français.

## Biographie
Matthieu Androdias commence l'aviron à l'âge de quinze ans pour soigner des problèmes de dos, au Club Nautique Foyen à Port-Sainte-Foy et Ponchapt.
Il a étudié à l'INSA de Toulouse.

## Carrière sportive

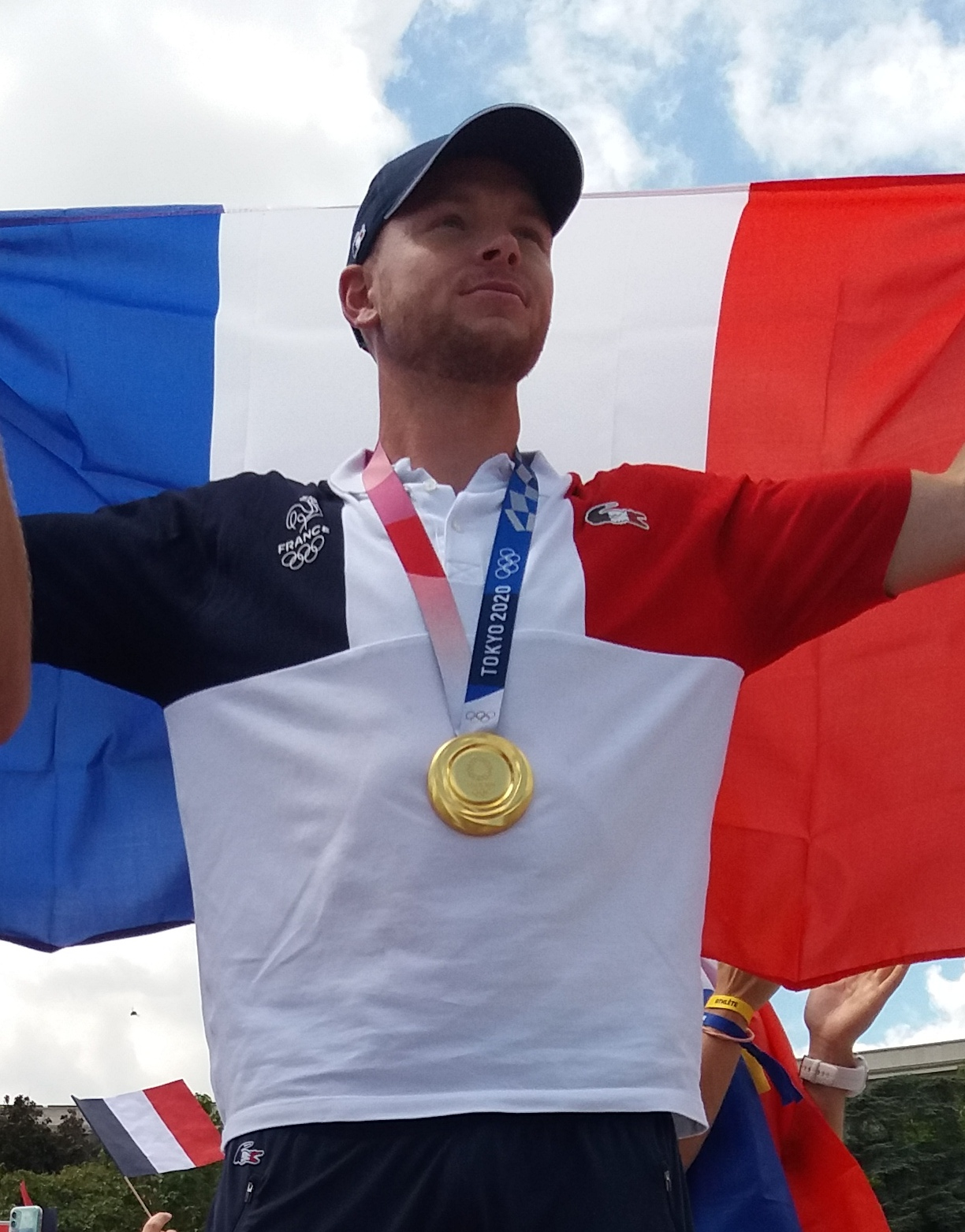
Mathieu Androdrias en 2021

Lors des JO de 2012 à Londres, Matthieu Androdias participe à l'épreuve du quatre de couple avec ses trois compatriotes Benjamin Chabanet, Adrien Hardy et Pierre-Jean Peltier. Après une bonne série où ils terminent troisièmes avec un temps de 5 min 44 s 25, ils se qualifient pour les demi-finales. Lors de leur demi-finale ils terminent à la quatrième place devant se contenter de la finale B.
Le 5 août 2018, il est sacré champion d'Europe en deux de couple avec son coéquipier Hugo Boucheron lors des Championnats d'Europe à Glasgow. Le 16 septembre 2018, le duo est sacré champion du monde en deux de couple lors des Mondiaux de Plovdiv.
Lors des Jeux olympiques d'été de 2020 à Tokyo, il participe à l'épreuve du deux de couple avec son compatriote Hugo Boucheron. Avec un temps de 6 min 0 s 33 (record olympique), ils sont sacrés champions olympiques,.
Le 25 septembre 2022, il remporte un second titre de champion du monde à Racice en duo avec Hugo Boucheron.
Le duo est éliminé en demi-finale des Championnats d'Europe 2023. Des « problèmes de santé » d'Androdias durant la préparation sont alors évoqués en explication à ce résultat. Androdias, atteint d'un « virus particulièrement tenace », est absent des compétitions durant plusieurs mois et fait son retour en novembre à l'occasion d'une tête de rivière à Mulhouse dont il se classe troisième,.

## Palmarès[11]

### Jeux olympiques
- 2012 à Londres,  Royaume-Uni
  - 7e place en quatre de couple
- 2016 à Rio de Janeiro,  Brésil
  - 6e place en deux de couple
- 2020 à Tokyo,  Japon
  -  Médaille d'or en deux de couple

### Championnats du monde
- 2011 à Bled,  Slovénie
  - 13e place en quatre de couple.
- 2013 à Chungju,  Corée du Sud
  - 6e place en huit de pointe.
- 2014 à Amsterdam,  Pays-Bas
  - 5e place en huit de pointe.
- 2015 à Aiguebelette,  France
  - 6e place en deux de couple.
- 2017 à Sarasota,  États-Unis
  - 6e place en deux de couple.
- 2018 à Plovdiv,  Bulgarie
  -  Médaille d'or en deux de couple.
- 2022 à Racice,  République Tchèque
  -  Médaille d'or en deux de couple

### Championnats d'Europe
- 2012 à Varèse,  Italie
  - 11e place en quatre de couple.
- 2013 à Séville,  Espagne
  - 9e place en skiff.
- 2014 à Belgrade,  Serbie
  - 5e place en huit de pointe.
- 2015 à Poznań,  Pologne
  -  Médaille d'argent en deux de couple.
- 2018 à Glasgow,  Royaume-Uni
  -  Médaille d'or en deux de couple.
- 2021 à Varèse,  Italie
  -  Médaille d'or en deux de couple.

### Championnats de France
- 2008 à Cazaubon (Gers)
  -  Champion de France en skiff (juniors).
- 2009 à Aiguebelette (Savoie)
  -  Champion de France en quatre de couple - Bateaux longs.
- 2010 au Creusot (Saône-et-Loire)
  -  Champion de France en quatre de couple - Bateaux longs.
- 2011 à Cazaubon (Gers)
  -  Troisième en skiff.
- 2012
  -  Champion de France en quatre de couple - Bateaux longs.
- 2013
  -  Champion de France en skiff à Brive-la-Gaillarde (Corrèze).
  -  Champion de France en quatre barré - Bateaux longs à Bourges (Cher).
  -  Champion de France du sprint sur 500 m en quatre de couple mixte.
- 2014 à Cazaubon (Gers)
  -  Champion de France en skiff.
- 2015 à Cazaubon (Gers)
  -  Champion de France en skiff.
- 2016 à Cazaubon (Gers)
  -  Champion de France en skiff.
- 2018 à Cazaubon (Gers)
  -  Champion de France en skiff.
  -  Champion de France en quatre de couple - Bateaux longs.

## Décoration
- Chevalier de la Légion d'honneur (2021)[12]